# Cúc tần
Cúc tần hay cây từ bi, lức, lức ấn (tên khoa học: Pluchea indica) là loài thực vật có hoa thuộc họ Cúc.
Cây cúc tần chứa hợp chất β-sitosterol và stigmasterol, là những chất có tác dụng chữa bệnh đái tháo đường.
β-Sitosterol và stigmasterol tách chiết từ rễ cây cúc tần có thể trung hòa nọc độc của các loài rắn hổ bướm Daboia russelii và rắn hổ đất Naja kaouthia.

## Sử dụng
- Lá cây cúc tần người ta thường dùng để nhồi lòng tiết, kho cá.
- Cúc tần người ta thường trồng làm hàng rào, rặng. Cúc tần trồng rìa bờ ao chống xói lở đất.
- Trong đông y, cúc tần có vị hơi đắng, tính mát có tác dụng chữa đau nhức xương, nhức khớp, giải cảm mạo, lợi tiểu...

## Hình ảnh

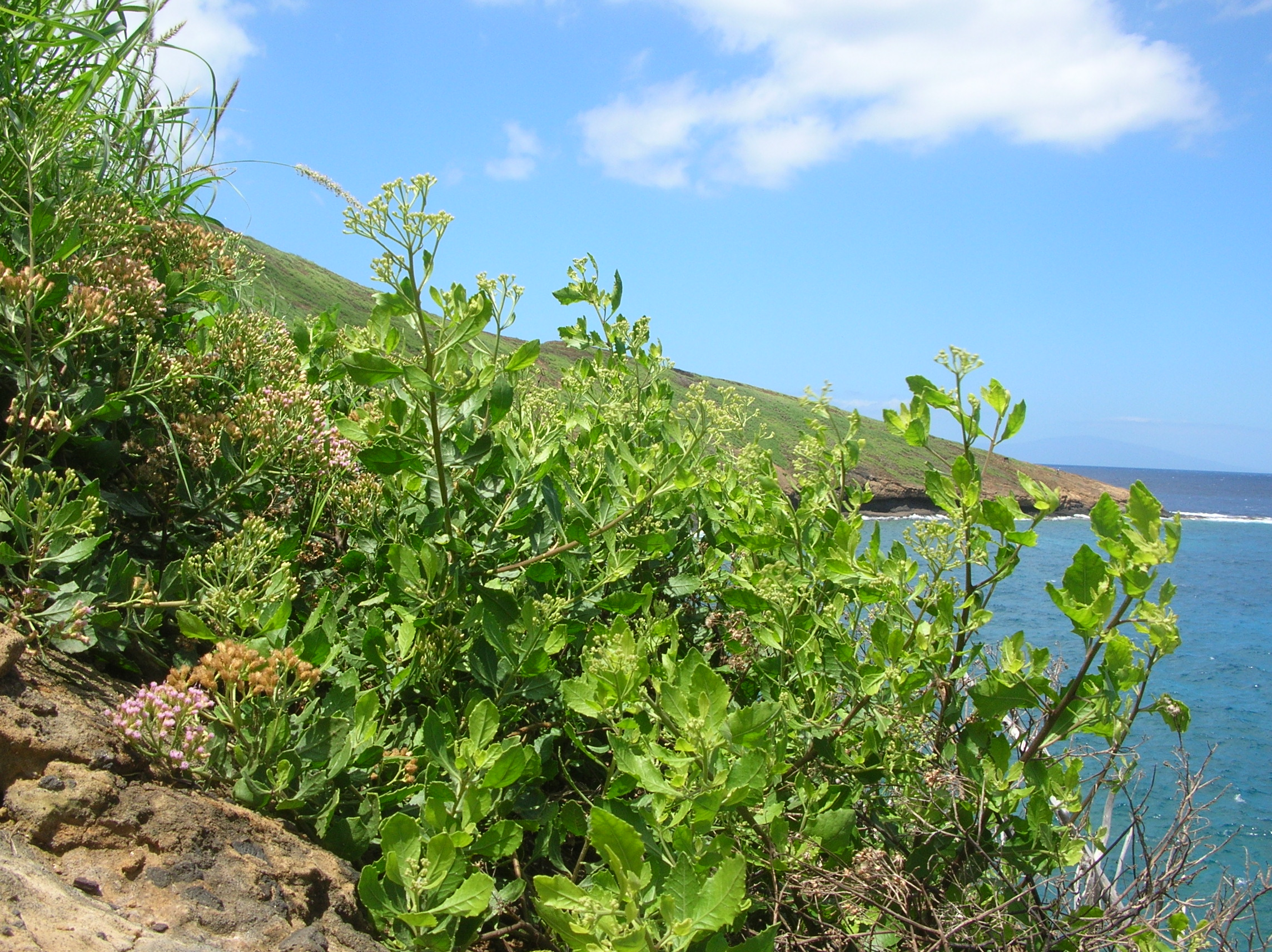
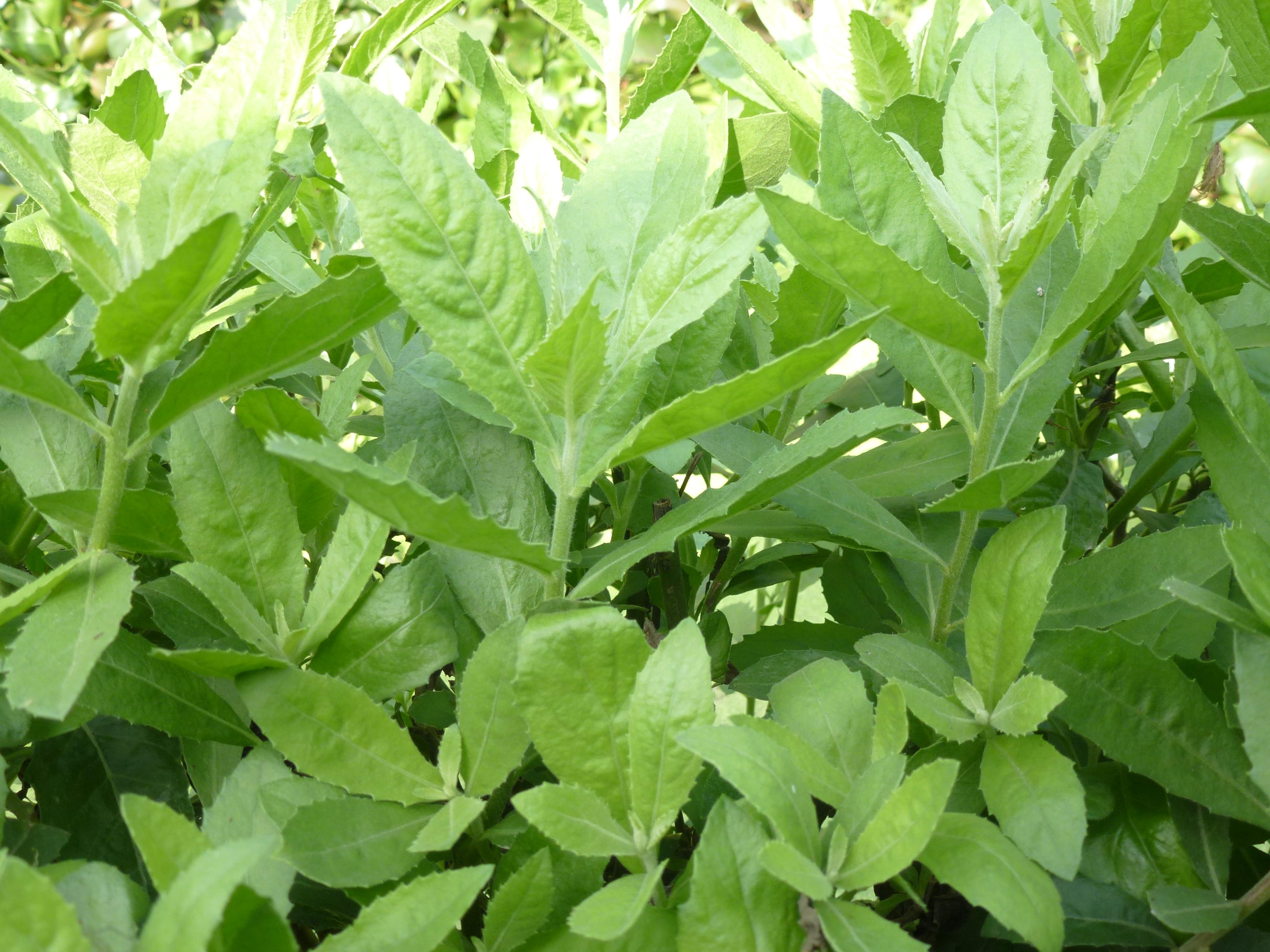
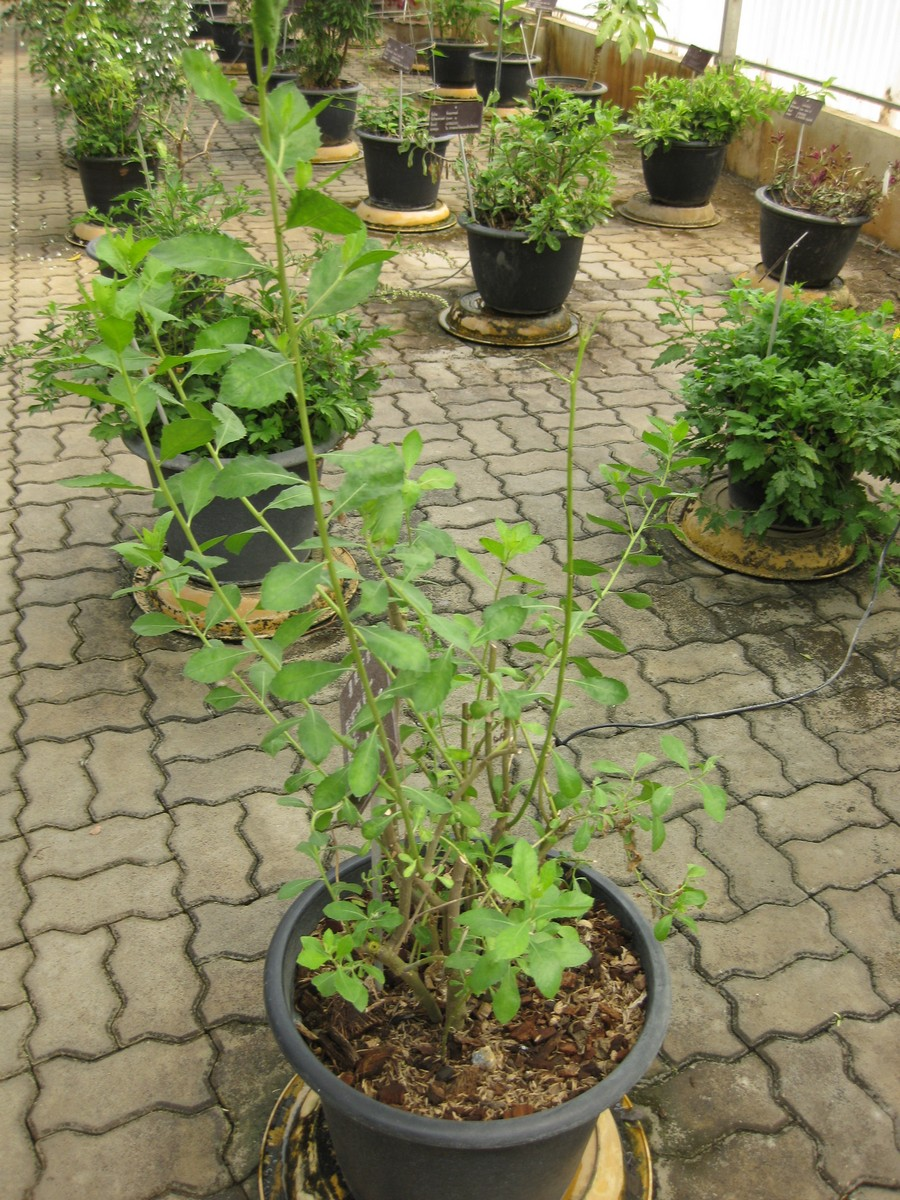
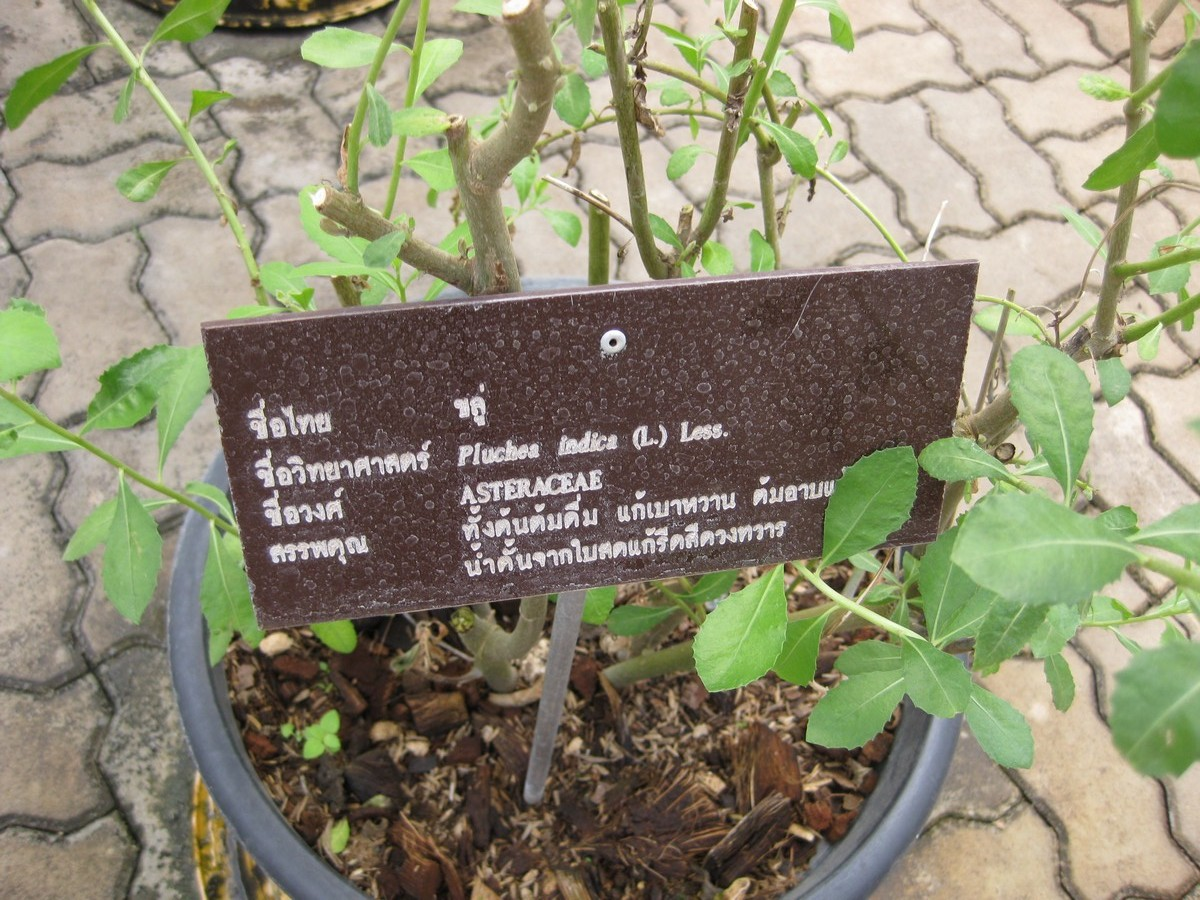
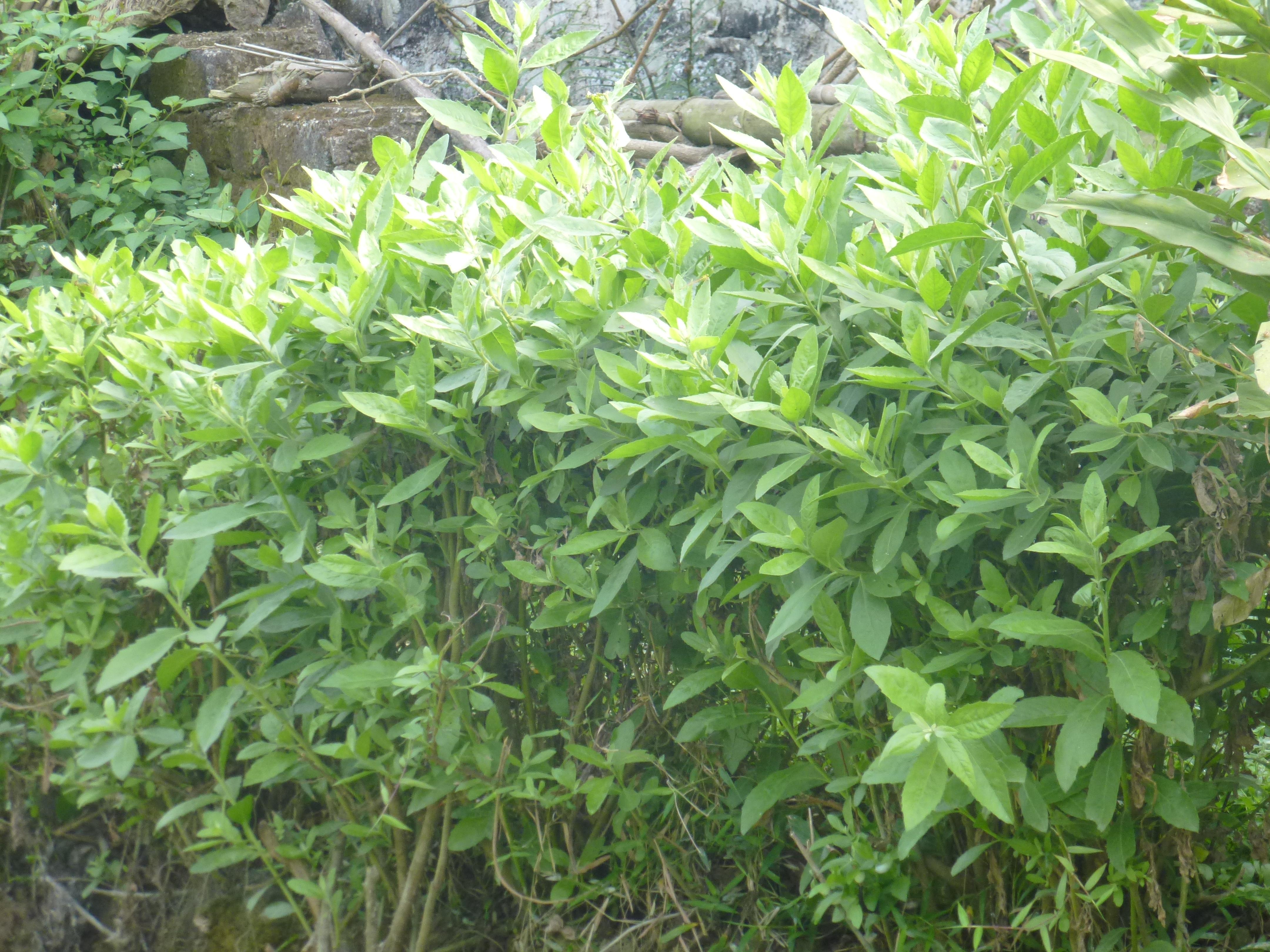
Hàng rào cúc tần ở Việt Nam